# Mont-Saint-Martin, Isère
Mont-Saint-Martin är en kommun i departementet Isère i regionen Auvergne-Rhône-Alpes i sydöstra Frankrike. Kommunen ligger i kantonen Saint-Égrève som tillhör arrondissementet Grenoble. År 2022 hade Mont-Saint-Martin 93 invånare.

## Befolkningsutveckling
Antalet invånare i kommunen Mont-Saint-Martin
Referens:INSEE